# Ursus rossicus
Ursus rossicus — викопний вид ведмедя, який мешкав у степових районах Північної Євразії і Сибіру протягом плейстоцену.

## Опис
U. rossicus мав дуже широкий куполоподібний череп із крутим чолом. Його міцне тіло мало довгі стегна, масивні гомілки та поворотні лапи, що робило його схожим за структурою скелета на бурого ведмедя. U. rossicus за розміром були порівняні з найбільшими сучасними ведмедями.

## Дієта
Зуби печерних ведмедів зношені більше, ніж у більшості сучасних видів ведмедів, що свідчить про дієту з міцних матеріалів. Проте бульби та інша груба їжа, які викликають характерне зношування зубів у сучасних бурих ведмедів, здається, не становили основної частини раціону печерних ведмедів на основі аналізу мікрозношування зубів.
Довгий час вважалося, що морфологічні особливості жувального апарату печерного ведмедя, включаючи втрату премолярів, вказують на те, що в їхньому раціоні спостерігається вищий ступінь рослиноїдності, ніж у євразійського бурого ведмедя (Ursus arctos arctos). Дійсно, винятково вегетаріанське харчування було встановлено на основі морфології зубів. Результати, отримані на стабільних ізотопах кісток печерного ведмедя, також вказують на переважно вегетаріанську дієту.
Печерні ведмеді останнього льодовикового періоду не мали звичайних двох-трьох премолярів, наявних в інших ведмедів; для компенсації останній моляр дуже подовжений з додатковими бугорками.